# Karkahalli, Maddur
Karkahalli là một làng thuộc tehsil Maddur, huyện Mandya, bang Karnataka, Ấn Độ.